# جيمي مكغوان (لاعب كرة قدم)
جيمي مكغوان (بالإنجليزية: Jamie McGowan)‏ هو لاعب كرة قدم بريطاني في مركز الدفاع، ولد في 5 ديسمبر 1970 في Morecambe ‏ في المملكة المتحدة. لعب مع نادي ألبيون روفرز ونادي ألوا أثليتيك ونادي إيست فيف ونادي دندي ونادي سانت ميرين ونادي فالكيرك ونادي ماذرويل.

## وصلات خارجية
- جيمي مكغوان (لاعب كرة قدم) على موقع قاعدة بيانات كرة القدم.إي يو (الإنجليزية)
- جيمي مكغوان (لاعب كرة قدم) على موقع Soccerbase.com (لاعب) (الإنجليزية)